# Верба Ігор Іванович
Ігор Іванович Верба́ (нар. 10 березня 1932, Москва — пом. 13 вересня 2004, Київ) — український мистецтвознавець; член Спілки художників України з 1966 року; почесний академік Національної академії мистецтв України з 2004 року.

## Біографія
Народився 10 березня 1932 року в місті Москві (тепер Росія). Член КПРС з 1959 року. 1964 року закінчив Київський університет.
Впродовж 1962–1978 років працював у Спілці художників України; протягом 1968–1978 років — відповідальний секретар, а у 1981–1988 роках — завідувач редакції культури та мистецтв Української радянської енциклопедії.
У 1994–2003 роках — голова правління, а з 2003 року — почесний голова Наглядової ради Фонду сприяння розвитку мистецтв.
Жив у Києві в будинку на вулиці Свердлова № 22, квартира 4, потім в будинку на бульварі Лесі Українки № 5-А, квартира 12. Помер в Києві 13 вересня 2004 року.

## Праці
Працював у галузі мистецтвознавства і художньої критики. Серед робіт:
монографії
- «Галина Львівна Петрашевич» (1965);
- «Мистецтво графіки»,(1968);
- «Галина Кальченко» (1969);

статті
- «Михайло Дерегус» / журнал «Искусство» (1965, № 1);
- «Сучасний український естамп» / журнал «Искусство» (1967, № 8);
- «Григорій Якутович» (1970).

Уклав каталоги:
- «Художня виставка, присвячена 100-річчю з дня смерті Т. Шевченка» (1961);
- «Галина Кальченко» (1969);
- «Офорти Михайла Дерегуса» (1971);
- «Микола Глущенко» (1976);
- «Гравюры Василия Касияна» (1976);
- «Таїсія Жаспар» (1992).